# Lakīs Tsavas
Apostolos Tsavas, detto Lakīs (in greco Απόστολος "Λάκης" Τσάβας?; Salonicco, 2 gennaio 1943), è un ex cestista e allenatore di pallacanestro greco.

## Carriera
Con la Grecia ha disputato i Giochi del Mediterraneo 1967 e i Campionati europei del 1967.

## Palmarès

### Giocatore
- Campionato greco: 4

AEK Atene: 1962-63, 1963-64, 1964-65, 1965-66